# Diocesi di Fidenza

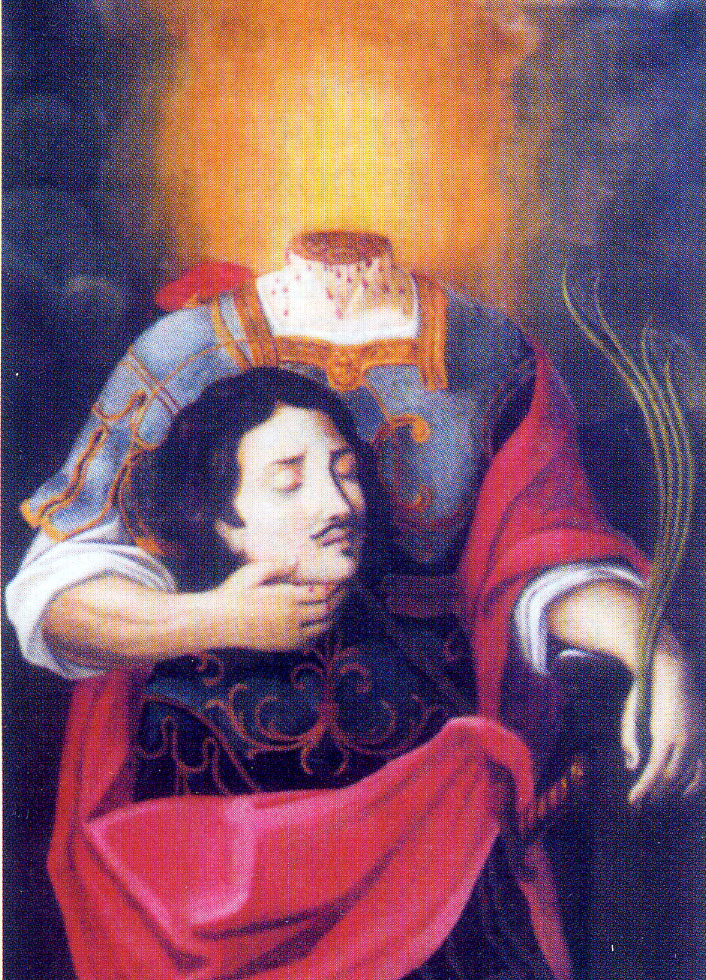
San Donnino martire, patrono della diocesi.

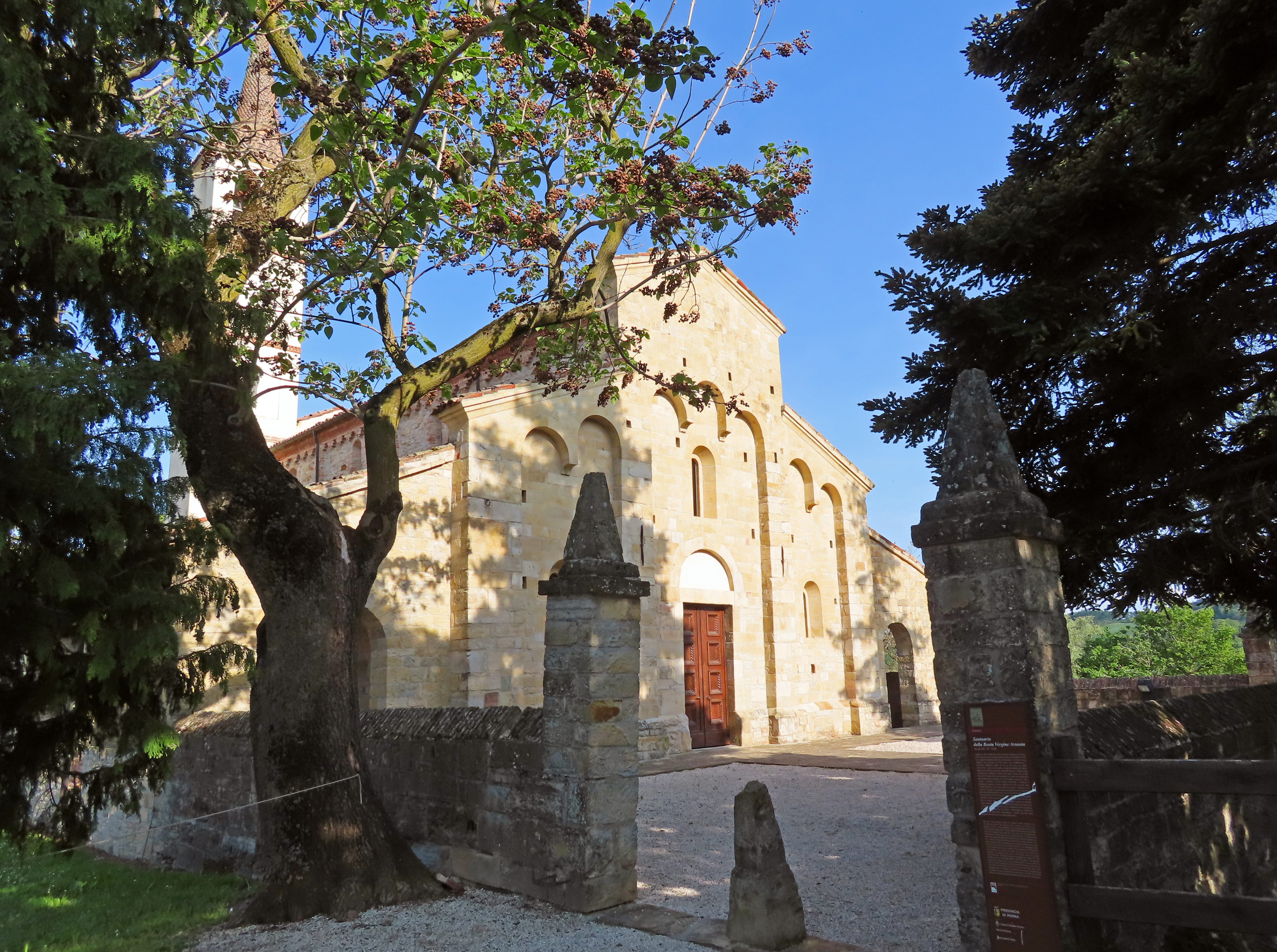
Il santuario dell'Assunzione di Maria Vergine in località Careno di Pellegrino Parmense.

La diocesi di Fidenza (in latino Dioecesis Fidentina) è una sede della Chiesa cattolica in Italia suffraganea dell'arcidiocesi di Modena-Nonantola appartenente alla regione ecclesiastica Emilia-Romagna. Nel 2023 contava 67.198 battezzati su 69.660 abitanti. È retta dal vescovo Ovidio Vezzoli.
Patrono della diocesi è san Donnino martire, decapitato a Fidenza nel 296: le sue spoglie sono conservate in un'urna di vetro e d'argento posta sotto l'altare della cripta della cattedrale.

## Territorio
La diocesi si estende tra le province di Parma e di Piacenza e comprende i comuni di Busseto, Fidenza, Noceto (la sola frazione di Borghetto), Pellegrino Parmense, Polesine Zibello, Roccabianca (le sole frazioni di Stagno e di Ragazzola) e Salsomaggiore Terme  nel parmense, di Castelvetro Piacentino, Monticelli d'Ongina e Villanova sull'Arda nel piacentino.
Sede vescovile è la città di Fidenza, dove si trova la cattedrale di San Donnino. A Monticelli d'Ongina sorge la basilica minore di San Lorenzo.

### Parrocchie e vicariati
Il territorio si estende su 516 km² ed è suddiviso in 70 parrocchie, raggruppate in 4 vicariati:
- vicariato urbano e suburbano;
- vicariato di Salsomaggiore Terme e Pellegrino Parmense;
- vicariato di Busseto e Bassa Parmense;
- vicariato della Bassa Piacentina.

### Santuari diocesani
La diocesi riconosce 10 santuari presenti sul proprio territorio:
- San Donnino a Fidenza (cattedrale)
- Nostra Signora di Lourdes in località Mezzano Chitantolo di Castelvetro Piacentino;
- Gran Madre di Dio a Fidenza;
- Santo Nome di Maria in località Madonna dei Prati di Busseto;
- Beata Vergine delle Grazie a Parola;
- Beata Vergine Maria Addolorata in località San Pedretto di Castelvetro Piacentino;
- Santo Bambino Gesù in località Sant'Agata di Villanova sull'Arda;
- Beata Vergine delle Grazie in località Monte Manolo di Pieve Cusignano di Fidenza;
- Beata Vergine delle Grazie in San Vitale a Salsomaggiore Terme;
- Assunzione di Maria Vergine in località Careno a Pellegrino Parmense.

## Comunità religiose
Nel 2018 in diocesi erano presenti le seguenti comunità religiose:
Comunità religiose maschili
- Frati minori cappuccini a Fidenza
- Missionari Identes a Busseto

Comunità religiose femminili
- Suore ancelle del santuario a Salsomaggiore Terme
- Figlie della carità (canossiane) a Fidenza
- Figlie di Sant'Anna a Salsomaggiore Terme
- Suore domenicane figlie del Santo Rosario a Fidenza e a Busseto
- Suore salesiane dei Sacri Cuori a Tabiano Terme
- Suore sacramentine a Fidenza.

## Storia
Almeno a partire dal 1114 (ma forse già nel IX secolo) la chiesa di Borgo San Donnino era esente dalla giurisdizione dei vescovi vicini e dipendeva direttamente dalla Santa Sede; era retta da un prevosto che esercitava una giurisdizione quasi vescovile sulla città e sul territorio circostante: l'ultimo dei prevosti fu Papirio Picedi, che papa Clemente VIII scelse come primo vescovo della nuova diocesi.
La diocesi di Borgo San Donnino venne eretta, a istanza del duca Ranuccio I Farnese, con la bolla Super universas di Clemente VIII del 12 febbraio 1601. Oltre a Borgo San Donnino e al suo distretto, alla nuova diocesi vennero aggregate le parrocchie di alcune località della diocesi di Cremona situate sulla riva destra del Po e passate in parte sotto il dominio dei Farnese con la creazione del ducato di Parma e Piacenza. L'erezione della diocesi era un omaggio del papa Aldobrandini al duca Ranuccio Farnese, che nel 1600 aveva sposato la pronipote del Papa, Margherita Aldobrandini, così come pure l'erezione della diocesi di Campli.
L'erezione della nuova diocesi era dovuta anche all'annessione (illegale ma effettiva) dello Stato Pallavicino al Ducato farnesiano tra 1587 e il 1589, che permise il controllo del Duca di Parma su tutti i paesi a sud del Po che ecclesiasticamente facevano parte della diocesi di Cremona. I Farnese così preferirono richiedere la fondazione di una diocesi, da loro controllata, su un territorio di nuova e non chiara acquisizione e in quel momento guidata da Picedi, che era stato un diplomatico al loro servizio.
In origine immediatamente soggetta alla Santa Sede, il 14 dicembre 1604 papa Clemente VIII la rese suffraganea dell'arcidiocesi di Bologna; nel 1806 fu inserita nella provincia ecclesiastica di Genova, ma già nel 1818 venne restituita all'immediata soggezione alla Sede apostolica.
Il 16 febbraio 1820, in forza della bolla Paternae charitatis di papa Pio VII, cedette le parrocchie di Brancere, Bosco Parmigiano, Stagno, Pieve, Ottoville, Zibello e Castelletto alla diocesi di Cremona.
Il 22 settembre 1927 ha assunto il nome di diocesi di Fidenza (dopo il cambio ufficiale del nome della città con Regio Decreto del 6 giugno 1927).
Nel 1948 la parrocchia di Castellina, nel comune di Soragna, passò alla diocesi di Parma, mentre la diocesi fidentina acquisì la parrocchia di Castione Marchesi, frazione del comune di Fidenza, già appartenuta alla diocesi parmense.
L'8 dicembre 1976 è entrata è far parte della provincia ecclesiastica di Modena (oggi Modena-Nonantola).
Un'ulteriore modifica territoriale si è attuata nel 2003, quando la diocesi di Fidenza ha acquisito 14 parrocchie, 4 dalla diocesi di Parma e 10 da quella di Piacenza-Bobbio, cedendo al contempo 2 parrocchie a Parma e altre 2 a Piacenza-Bobbio. A seguito di queste modifiche, alla diocesi fidentina sono state unite tutte le parrocchie dei territori comunali di Monticelli d'Ongina, Salsomaggiore Terme e di Pellegrino Parmense.

## Cronotassi
Si omettono i periodi di sede vacante non superiori ai 2 anni o non storicamente accertati.

### Arcipreti
- Araldo † (1095 - 1142)
- Rinaldo † (1142 - 1144)
- Uberto dalla Porta † (1144 - 1162)
- Marco † (1162 - 1196)

### Prevosti
- Gherardo Sessi † (1196 - 1202)
- Tiberio † (1202)
- Ugo Sessi † (1203 - 1214)
- Guidotto Sessi † (1214 - 1235)
- Uberto Ottoni † (1235 - 1272)
- Gherardo Aldighieri † (1272 - 1284)
- Bussola Bussoli † (1284 - 1298)
- Ugolino Rossi † (1298)
- Rolando Rossi † (1298 - 1304)
- Gherardo Cornazzani † (1304 - 1317)
- Azzo da Correggio † (1318 - 1330)
- Donnino da Bazzano † (1330 - 1345)
- Paino Schizzi † (1345 - 1377)
- Giacomo Subinago † (1377 - 1406)
- Antonio Bernieri † (1406 - 1456)
- Giovanni Meti dei Grepaldi † (1456 - 1469)
- Leonardo Griffi † (1471 - 1485)
- Francesco da Corte † (1486 - 1502)
- Marc'Antonio da Corte † (1502 - 1527)
- Matteo Passardo † (1527 - 1528)
- Camillo Baldeo † (1550 - 1552)
- Pantaleone Bianchi † (1552)
- Giovanni Faloppio † (1553)
- Figliuccio Figliucci † (1553 - 1555)
- Guido Ascanio Sforza di Santa Fiora † (1555 - 1562 dimesso)
- Alessandro Sforza di Santa Fiora † (1562 - 16 maggio 1581 deceduto)
- Carlo Sozzi † (1582 - 1598)
- Papirio Picedi † (1598 - 1601)

### Vescovi
- Papirio Picedi † (8 gennaio 1603 - 30 agosto 1606 nominato vescovo di Parma)
- Giovanni Linati † (4 dicembre 1606 - 13 gennaio 1620 nominato vescovo di Piacenza)
- Alfonso Pozzi † (30 marzo 1620 - 25 agosto 1626 deceduto)
- Ranuccio Scotti Douglas † (22 marzo 1627 - 13 marzo 1650 dimesso)
- Filippo Casoni † (27 febbraio 1651 - 22 luglio 1659 deceduto)
- Alessandro Pallavicini, O.S.B. † (12 gennaio 1660 - 25 maggio 1675 deceduto)
- Gaetano Garimberti, C.R. † (16 dicembre 1675 - 20 marzo 1684 deceduto)
  - Sede vacante (1684-1686)
- Nicolò Caranza † (12 agosto 1686 - 25 novembre 1697 deceduto)
- Giulio Della Rosa † (21 luglio 1698 - 31 dicembre 1699 deceduto)
- Alessandro Roncovieri † (28 maggio 1700 - 31 maggio 1711 deceduto)
- Adriano Sermattei † (30 gennaio 1713 - 15 marzo 1719 nominato vescovo di Viterbo e Tuscania)
- Gherardo Zandemaria † (15 maggio 1719 - 17 dicembre 1731 nominato vescovo di Piacenza)
- Severino Antonio Missini † (9 giugno 1732 - 20 gennaio 1753 deceduto)
- Girolamo Bajardi † (9 aprile 1753 - 24 agosto 1775 deceduto)
- Alessandro Garimberti † (29 gennaio 1776 - 2 aprile 1813 deceduto)
  - Sede vacante (1813-1817)
- Luigi Sanvitale † (28 luglio 1817 - 21 novembre 1836 nominato vescovo di Piacenza)
- Giovanni Tommaso Neuschel, O.P. † (21 novembre 1836 - 27 gennaio 1843 nominato vescovo di Parma)
- Pier Grisologo Basetti † (22 giugno 1843 - 16 giugno 1857 deceduto)
  - Sede vacante (1857-1859)
- Francesco Benassi † (20 giugno 1859 - 27 ottobre 1871 nominato vescovo di Guastalla)
- Giuseppe Buscarini † (24 novembre 1871 - 9 settembre 1872 deceduto)
- Gaetano Camillo Guindani † (23 dicembre 1872 - 19 settembre 1879 nominato vescovo di Bergamo)
- Vincenzo Manicardi † (19 settembre 1879 - 7 giugno 1886 nominato vescovo di Reggio Emilia)
- Giovanni Battista Tescari † (7 giugno 1886 - 8 luglio 1902 deceduto)
- Pietro Terroni † (22 giugno 1903 - 28 agosto 1907 deceduto)
- Leonida Mapelli † (14 ottobre 1907 - 21 febbraio 1915 deceduto)
- Giuseppe Fabbrucci † (6 agosto 1915 - 9 agosto 1930 deceduto)
- Mario Vianello † (6 marzo 1931 - 11 marzo 1943 nominato arcivescovo di Perugia)
- Francesco Giberti † (12 maggio 1943 - 19 febbraio 1952 deceduto)
- Paolo Rota † (28 dicembre 1952 - 31 dicembre 1960 deceduto)
- Guglielmo Bosetti † (29 marzo 1961 - 1º agosto 1962 deceduto)
- Mario Zanchin † (30 settembre 1962 - 13 agosto 1988 ritirato)
- Carlo Poggi † (13 agosto 1988 - 7 settembre 1997 deceduto)
- Maurizio Galli † (2 aprile 1998 - 30 giugno 2007 dimesso)
- Carlo Mazza (1º ottobre 2007 - 17 marzo 2017 ritirato)
- Ovidio Vezzoli, dal 17 marzo 2017

## Prelati originari della diocesi
- Innocenzo Ciocchi del Monte (Borgo San Donnino, 1532 - Roma, 3 novembre 1577), cardinale diacono di Sant'Onofrio (1550-1562), di San Callisto (1562-1564), di Santa Maria in Portico Octaviae (1564-1568) e di Santa Maria in Via Lata (1568-1577)
- Alberto Costa (Santa Croce di Zibello, 15 marzo 1873 - Lecce, 2 agosto 1950), vescovo di Melfi e Rapolla (1912-1928), di Venosa (1924-1928) e di Lecce (1928-1950)
- Carlo Caffarra (Samboseto di Busseto, 1º giugno 1938 - Bologna, 6 settembre 2017), arcivescovo di Ferrara-Comacchio (1995-2003) e di Bologna (2003-2015), cardinale presbitero di San Giovanni Battista dei Fiorentini (2006-2017)

## Statistiche
La diocesi nel 2023 su una popolazione di 69.660 persone contava 67.198 battezzati, corrispondenti al 96,5% del totale.
| anno | popolazione | popolazione | popolazione | presbiteri | presbiteri | presbiteri | presbiteri                | diaconi | religiosi | religiosi | parrocchie |
| anno | battezzati  | totale      | %           | numero     | secolari   | regolari   | battezzati per presbitero | diaconi | uomini    | donne     | parrocchie |
| ---- | ----------- | ----------- | ----------- | ---------- | ---------- | ---------- | ------------------------- | ------- | --------- | --------- | ---------- |
| 1950 | 63.000      | 63.000      | 100,0       | 95         | 80         | 15         | 663                       |         | 18        | 164       | 57         |
| 1969 | ?           | 64.526      | ?           | 95         | 77         | 18         | ?                         |         | 21        | 158       | 58         |
| 1980 | 66.800      | 67.150      | 99,5        | 88         | 73         | 15         | 759                       |         | 19        | 99        | 62         |
| 1990 | 64.150      | 65.000      | 98,7        | 75         | 64         | 11         | 855                       |         | 14        | 76        | 60         |
| 1999 | 63.500      | 64.000      | 99,2        | 74         | 61         | 13         | 858                       | 5       | 15        | 49        | 60         |
| 2000 | 63.500      | 64.000      | 99,2        | 69         | 61         | 8          | 920                       | 5       | 10        | 49        | 60         |
| 2001 | 63.500      | 64.000      | 99,2        | 69         | 62         | 7          | 920                       | 5       | 9         | 48        | 60         |
| 2002 | 63.500      | 64.000      | 99,2        | 67         | 63         | 4          | 947                       | 5       | 5         | 37        | 60         |
| 2003 | 63.500      | 64.000      | 99,2        | 69         | 63         | 6          | 920                       | 5       | 7         | 38        | 60         |
| 2004 | 72.973      | 73.473      | 99,3        | 72         | 64         | 8          | 1.013                     | 5       | 10        | 55        | 70         |
| 2006 | 72.431      | 73.287      | 98,8        | 68         | 61         | 7          | 1.065                     | 11      | 9         | 47        | 70         |
| 2013 | 65.000      | 72.082      | 90,2        | 52         | 43         | 9          | 1.250                     | 12      | 10        | 36        | 70         |
| 2016 | 65.189      | 71.928      | 90,6        | 49         | 42         | 7          | 1.330                     | 16      | 7         | 45        | 70         |
| 2019 | 69.363      | 71.650      | 96,8        | 44         | 38         | 6          | 1.576                     | 16      | 6         | 26        | 70         |
| 2021 | 67.431      | 70.075      | 96,2        | 43         | 36         | 7          | 1.568                     | 16      | 8         | 23        | 70         |
| 2023 | 67.198      | 69.660      | 96,5        | 42         | 34         | 8          | 1.599                     | 16      | 13        | 19        | 70         |

## Il Risveglio
Il Risveglio è il settimanale della diocesi di Fidenza. Fondato nel 1899, approfondisce i temi della Chiesa italiana e in particolare si occupa della vita e degli appuntamenti della diocesi. È iscritto alla Federazione italiana settimanali cattolici e al Registro degli operatori di comunicazione.

### Storia
Il primo numero di saggio de Il Risveglio uscì alla vigilia di san Donnino, festa patronale della diocesi di Fidenza, l'8 ottobre 1899; le pubblicazioni settimanali ebbero poi avvio dal 15 ottobre. Fondatori de Il Risveglio furono il vescovo di Fidenza monsignor Giovanni Battista Tescari e i canonici e professori del seminario diocesano: don Sincero Badini, che ne è stato il primo direttore, mons. Pier Grisologo Micheli, mons. Alberto Costa, poi vescovo di Melfi e di Lecce, mons. Giacomo Donati, don Giacomo Bianchi e don Massimo Bassanini. Negli anni della guerra fredda, il periodico si schierò chiaramente per la sua linea editoriale di decisa opposizione al comunismo.
È stato uno dei primi giornali cattolici in Emilia-Romagna, la pubblicazione non è stata mai interrotta, neppure durante i due conflitti mondiali, e la testata non è mai cambiata.